# Show- und Blasorchester FMK Essen-Kray 1982

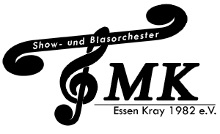
Logo (ab 2015)

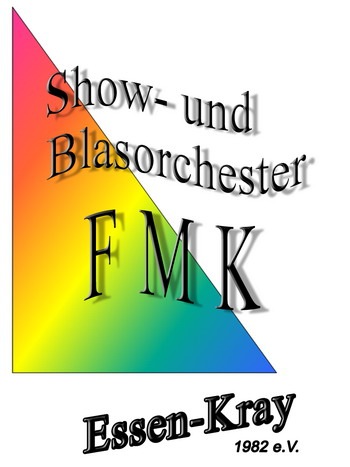
Logo (bis 2015)

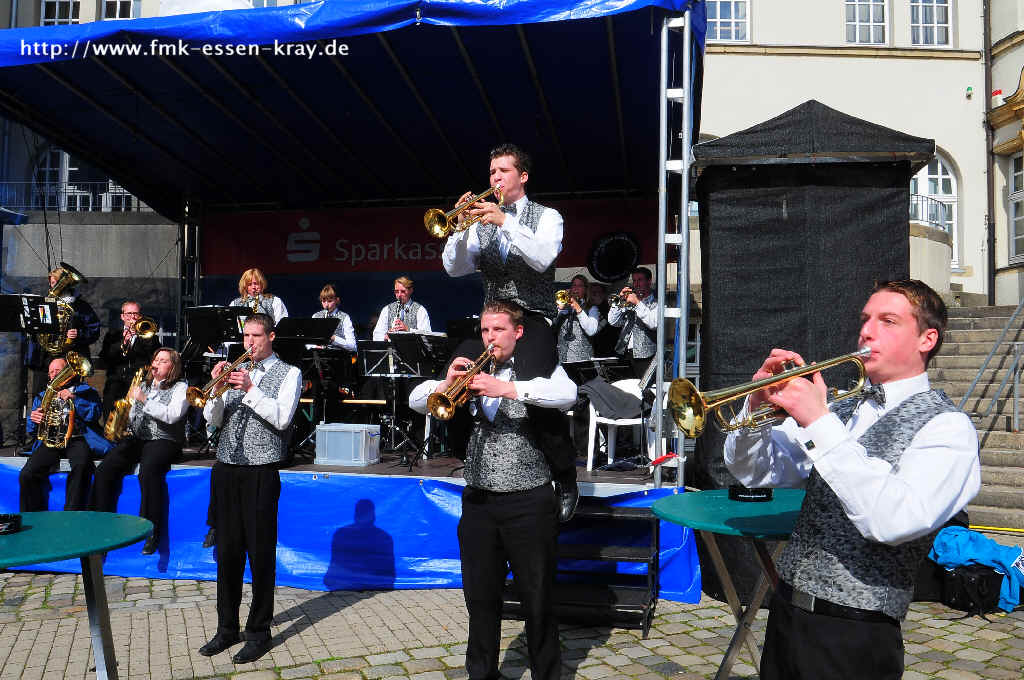
Das FMK 2010 am Rathaus Kray

Das Show- und Blasorchester FMK Essen-Kray 1982 e. V. (kurz FMK) ist ein Blasorchester aus der nordrhein-westfälischen Ruhrmetropole Essen und Kulturträger der Stadt. Es war einmal Deutscher Meister des deutschen Bundesverbandes 1994, damals noch in Brassband-Formation sowie 7-facher Landesmeister im Nordrhein-Westfälischen Musikverband. Der letzte Titel wurde dort 2007 errungen.

## Orchester/Verein
Das Orchester wurde am 27. Oktober 1982 von fünf Einwohnern Krays als Brassband gegründet. Nach ersten öffentlichen Auftritten in der Region spielte man später auch auf zahlreichen Veranstaltungen im ganz Deutschland. 1994 wurde die Brassband durch die Erweiterung um eine Holzbläsergruppe zum Orchester. Das FMK hat sich zu einem festen Bestandteil des Essener Kulturlebens von Schützenfesten bis zu Karnevalsveranstaltungen entwickelt. Ergänzt wird das musikalische Programm durch Showeinlagen und Publikumsanimationen.

## Erfolge
Die musikalischen Erfolge sind seit der Gründung auf die Arbeit vereinsangehöriger Ausbilder zurückzuführen. Die Musiker wurden 1994 Deutscher Meister in der Brassbandklasse, 2008 Vizemeister in der Orchester/Bigband-Klasse. In den Jahren 1993 bis 1998 sowie 2007 konnte man sich den Landesmeistertitel des Landesmusikverbandes NRW sichern.
Weiterhin hatte das FMK 2002 einen Fernsehauftritt bei der ARD Musiksendung „Kein schöner Land“.
Im Jahre 2010 nahm das FMK zusammen mit weiteren 6 Musikgruppen, darunter ein Orchester aus Nischni Nowgorod, der russischen Partnerstadt Essens, an einem Konzertprojekt zur RUHR.2010 – Kulturhauptstadt Europas teil. Neben dem Auftritt im Essener Grugapark spielte man am CentrO in Oberhausen sowie auf dem Berliner-Tor-Platz in Wesel.